# Ultrafarma TV
Ultrafarma TV é um canal de televisão brasileiro pertencente à rede de farmácias Ultrafarma, do empresário Sidney Oliveira, e que transmite sua programação 24 horas por dia através dos satélites Star One C4 e Sky Brasil-1 com transmissão digital em banda Ku. Sua programação também é reproduzida na sua totalidade por meio da internet para todo o Brasil.
O canal foi lançado em 28 de agosto de 2023 com transmissão via satélite no Star One C4 Para a implantação do canal, Sidney Oliveira anunciou que criaria uma programação com, Séries, novelas mexicanas, um espaço Católico, com transmissão de Missas, além de anúncios dos produtos da linha Sidney Oliveira.